# Nerčinsk
Nerčinsk è una città della Russia siberiana sudorientale (kraj Zabajkal'skij), situata sulla sponda sinistra del fiume Nerča nei pressi della sua confluenza nella Šilka, 305 km a est del capoluogo Čita; è il capoluogo amministrativo del Nerčinskij rajon.

## Storia
Fondata nel 1654 dall'esploratore cosacco Pëtr Ivanovič Beketov, nel 1689 vi si stipulò l'omonimo trattato, importante accordo diplomatico tra la Cina e la Russia.

## Società

### Evoluzione demografica
Fonte: mojgorod.ru
- 1897: 6.700
- 1926: 6.500
- 1939: 17.500
- 1959: 13.500
- 1970: 13.400
- 1989: 17.000
- 2007: 14.400

## Mineralogia
La località tipo del minerale oxyplumboroméite è nei pressi di questa città dove si trova un giacimento di argento, piombo e zinco.